# Xu Yunlong
Dans ce nom chinois, le nom de famille, Xu, précède le nom personnel.
Xu Yunlong est un footballeur chinois, né le 17 février 1979 à Pékin. Il évolue au poste de défenseur au Beijing Guoan avec qui il remporte le championnat de Chine en 2009.
Il compte 72 sélections pour sept buts inscrits en équipe nationale de 2000 à 2008 et gagne avec la sélection la Coupe d'Asie de l'Est en 2005 et, est finaliste de la Coupe d'Asie des nations 2004.

## Palmarès
Xu Yunlong remporte avec le Beijing Guoan le championnat de Chine en 2009. Il termine vice-champion en 2007, 2011 et 2014. Avec son club, il gagne également la Coupe de Chine et la Supercoupe de Chine en 2003. Il est nommé en 2003, 2006, 2007, 2009. 2013, 2014 dans l'équipe type du championnat.
Avec l'équipe nationale, il remporte la Coupe d'Asie de l'Est en 2005. Il est également finaliste de la Coupe d'Asie des nations 2004 et termine à la quatrième place en 2000.